# Oleg Kononov
Oleg Gueorguiévitch Kononov (en russe : Олег Георгиевич Кононов) ou Aleh Heorhiévitch Konanaw (en biélorusse : Алег Георгіевіч Конанаў), né le 23 mars 1966 à Koursk, est un footballeur et entraîneur russo-biélorusse ayant évolué au poste de milieu de terrain au niveau professionnel entre 1984 et 1999 avant de se reconvertir comme entraîneur.
Naturalisé biélorusse à la chute de l'Union soviétique, Kononov obtient la citoyenneté russe en novembre 2013,.

## Biographie

### Carrière de joueur
Né à Koursk, Kononov est formé à l'école de sport locale avant d'intégrer en 1984 l'Iskra Smolensk, club de deuxième division soviétique, évoluant principalement avec l'équipe réserve. Il rejoint en 1986 le Dnepr Moguilev en troisième division et y passe deux saisons avant d'intégrer brièvement le Zaria Vorochilovgrad au même niveau durant la première moitié de l'année 1989. Il rejoint ensuite le KIM Vitebsk en milieu d'année, avec qui il évolue jusqu'en 1992, découvrant notamment la première division biélorusse lors de sa dernière saison.
Après un bref passage au SGV Freiberg en Allemagne, il retrouve brièvement Vitebsk en 1994 avant de découvrir le championnat polonais avec le Ruch Chorzów en 1995. Il termine sa carrière de joueur sur deux passages au Naftan-Devon Novopolotsk puis au Torpedo-MAZ Minsk avant de prendre sa retraite en 1999. Il est notamment nommé meilleur joueur du championnat biélorusse en 1998.

### Carrière d'entraîneur
À la fin de sa carrière de joueur, Kononov intègre dans un premier temps l'encadrement technique du Torpedo-MAZ Minsk en 2000 avant d'effectuer de bref passages au Lokomotiv Minsk en 2003 puis au Metalurh Zaporijia en 2004. Il officie par la suite au Sheriff Tiraspol, où il occupe à la fois le poste d'adjoint et de directeur de l'académie entre 2005 et 2008. Il obtient son premier poste d'entraîneur principal au mois de mai 2008 en s'engageant avec le Karpaty Lviv où il officie jusqu'en octobre 2011. Il est nommé entraîneur du PFK Sébastopol en deuxième division ukrainienne en juin 2012 et amène l'équipe à une promotion en première division lors de sa seule et unique saison au club.
Nommé entraîneur du FK Krasnodar en août 2013, il amène notamment l'équipe à une finale de Coupe de Russie en 2014 puis à une troisième place en championnat l'année suivante avant de quitter son poste en septembre 2016. Il entraîne par la suite brièvement l'Akhmat Grozny de mai à octobre 2017, puis l'Arsenal Toula entre juin et novembre 2018, date qui le voit s'engager avec le Spartak Moscou. Reprenant l'équipe en sixième position, il connaît durant le reste de la saison 2018-2019 des résultats très inconstants qui le voit échouer à atteindre les places de Ligue des champions en terminant finalement cinquième. Il est malgré cela maintenu dans ses fonctions pour l'exercice 2019-2020. Après une série de quatre matchs sans victoire durant le mois de septembre 2019, qui amène au décrochage du club en championnat avec une neuvième position après onze journées, il démissionne de son poste le 30 septembre.
Un peu moins d'un semestre après ce dernier départ, Kononov reprend du service au début du mois de février 2020 en prenant la tête de l'équipe lettone du Riga FC. Il dirige notamment le club durant la phase qualification de la Ligue des champions au cours de l'été, où il est cependant éliminé d'entrée par le Maccabi Tel-Aviv. Il quitte par la suite la Lettonie au début du mois de septembre pour des raisons familiales, l'intérim étant assuré pendant ce temps par son adjoint Mihails Koņevs, avant de rompre son contrat à l'amiable le 11 novembre. Le club s'assure le titre de champion une dizaine de jours plus tard.
Après plus d'un an et demi sans poste, Kononov fait son retour à la tête de l'Arsenal Toula le 10 juin 2022, reprenant cette fois un club tout juste relégué en deuxième division à l'issue de l'exercice 2021-2022. À la trêve hivernale, le club occupe la sixième position, à deux points des barrages de promotion. Le 11 janvier 2023, le club annonce le départ de l'entraîneur.

## Statistiques

### Statistiques de joueur
| Saison                | Club                     | Championnat           | Championnat | Championnat | Coupe(s) nationale(s) | Coupe(s) nationale(s) | Total | Total |
| Saison                | Club                     | Division              | M.          | B.          | M.                    | B.                    | M.    | B.    |
| 1986                  | Dnepr Moguilev           | D3                    | 15          | 3           | -                     | -                     | 15    | 3     |
| 1987                  | Dnepr Moguilev           | D3                    | 31          | 4           | -                     | -                     | 31    | 4     |
| 1988                  | Dnepr Moguilev           | D3                    | 24          | 1           | -                     | -                     | 24    | 1     |
| Sous-total            | Sous-total               | Sous-total            | 70          | 8           | -                     | -                     | 70    | 8     |
| 1989                  | Zaria Vorochilovgrad     | D3                    | 8           | 0           | 2                     | 0                     | 10    | 0     |
| Sous-total            | Sous-total               | Sous-total            | 8           | 0           | 2                     | 0                     | 10    | 0     |
| 1989                  | KIM Vitebsk              | D3                    | 25          | 1           | -                     | -                     | 25    | 1     |
| 1990                  | KIM Vitebsk              | D4                    | 28          | 4           | -                     | -                     | 28    | 4     |
| 1991                  | KIM Vitebsk              | D3                    | 36          | 0           | -                     | -                     | 36    | 0     |
| 1992                  | KIM Vitebsk              | D1                    | 12          | 4           | -                     | -                     | 12    | 4     |
| Sous-total            | Sous-total               | Sous-total            | 101         | 9           | -                     | -                     | 101   | 9     |
| 1993-1994             | Lokomotiv Vitebsk        | D1                    | 14          | 2           | -                     | -                     | 14    | 2     |
| 1994-1995             | Dvina Vitebsk            | D1                    | 11          | 0           | -                     | -                     | 11    | 0     |
| 1994-1995             | Ruch Chorzów             | D1                    | 3           | 0           | -                     | -                     | 3     | 0     |
| 1996                  | Naftan-Devon Novopolotsk | D1                    | 30          | 0           | -                     | -                     | 30    | 0     |
| 1997                  | Naftan-Devon Novopolotsk | D1                    | 29          | 3           | -                     | -                     | 29    | 3     |
| 1998                  | Torpedo-MAZ Minsk        | D1                    | 28          | 9           | -                     | -                     | 28    | 9     |
| 1999                  | Torpedo-MAZ Minsk        | D1                    | 3           | 0           | -                     | -                     | 3     | 0     |
| Sous-total            | Sous-total               | Sous-total            | 118         | 14          | -                     | -                     | 118   | 14    |
| Total sur la carrière | Total sur la carrière    | Total sur la carrière | 297         | 31          | 2                     | 0                     | 299   | 31    |

### Statistiques d'entraîneur
| Karpaty Lviv      | 25 mai 2008      | 18 octobre 2011   | 126 | 46  | 38 | 42  | 36,5 |
| PFK Sébastopol    | 12 juin 2012     | 11 août 2013      | 43  | 26  | 10 | 7   | 60,5 |
| FK Krasnodar      | 11 août 2013     | 13 septembre 2016 | 131 | 72  | 30 | 29  | 54,6 |
| Akhmat Grozny     | 22 mai 2017      | 30 octobre 2017   | 16  | 5   | 3  | 8   | 31,3 |
| Arsenal Toula     | 1er juin 2018    | 12 novembre 2018  | 16  | 6   | 5  | 5   | 37,5 |
| Spartak Moscou    | 12 novembre 2018 | 29 septembre 2019 | 36  | 16  | 6  | 14  | 44,4 |
| Riga FC           | 5 février 2020   | 11 novembre 2020  | 18  | 15  | 0  | 3   | 83,3 |
| Arsenal Toula     | 10 juin 2022     | 11 janvier 2023   | 21  | 9   | 5  | 7   | 42,9 |
| Saturn Ramenskoïe | 4 juillet 2023   | 31 août 2023      | 7   | 6   | 0  | 1   | 85,7 |
| Torpedo Moscou    | 17 janvier 2024  | en cours          | 3   | 0   | 1  | 2   | 0,0  |
| Total             | Total            | Total             | 417 | 201 | 98 | 118 | 48,2 |

## Palmarès
En tant que joueur, Kononov termine vice-champion de Biélorussie avec le Dvina Vitebsk en 1995.
En tant qu'entraîneur, il remporte la deuxième division ukrainienne en 2013 avec le PFK Sébastopol. Il atteint l'année suivante la finale de la Coupe de Russie avec le FK Krasnodar.